# أديتي سينغ شارما
أديتي سينغ شارما (بالإنجليزية: Aditi Singh Sharma)‏ هي مغنية هندية، ولدت في 2 يونيو 1986.

## وصلات خارجية
- أديتي سينغ شارما على موقع IMDb (الإنجليزية)
- أديتي سينغ شارما على موقع ميوزك برينز (الإنجليزية)
- أديتي سينغ شارما على موقع قاعدة بيانات الفيلم (الإنجليزية)